# Église Saint-Menge-de-Lourps
L'église Saint-Menge de Lourps communément appelée chapelle de Lourps est un édifice religieux construit au début du XIIIe siècle situé dans la commune de Longueville, dans le département de Seine-et-Marne, en France.

## Histoire
Située sur une colline à la sortie sud-ouest de Longueville en direction de Jutigny à faible distance du château de Lourps, l'église  était à la fois chapelle castrale et église paroissiale de Lourps.
La chapelle est séparée du château à la Révolution.
Au XIXe siècle, la commune de Lourps prend le nom de Longueville (autrefois simple hameau) en 1888 et se dote d'une nouvelle église paroissiale en 1896 plus proche du développement urbain lié à l'arrivée du chemin de fer.
Abandonnée au début du XXe siècle, la voûte du chœur s'est effondrée en 1966. Des travaux de restauration ont alors été entrepris jusqu'en 1999.

## Description
Portail de la fin du XIIe siècle- début du XIIIe siècle à tympan sculpté représentant un agneau triomphant, intérieur à trois voûtes d'ogives sexpartites et répertoire sculptural du début du XIIIe siècle, architecture proche de l'église Saint-Ferréol de Paroy. 
Grand répertoire de peintures murales ornementales du XIIIe siècle dans les deux dernières travées et de la fin du XVe siècle sur tout le reste des parois intérieurs de l'édifice : faux appareil, frises florales et géométriques, fleurs de lys, amoiries et animaux. 
Ornements proches de ceux des églises de Lizines, Chalmaison, Champcenest et la collégiale Saint-Quiriace de Provins. 
Exemple rare de restauration de peintures murales ornementales médiévales en Ile-de-France : travaux effectués sous l'ACMH Jacques Moulin et le restaurateur Marie-Lys de Castelbajac.

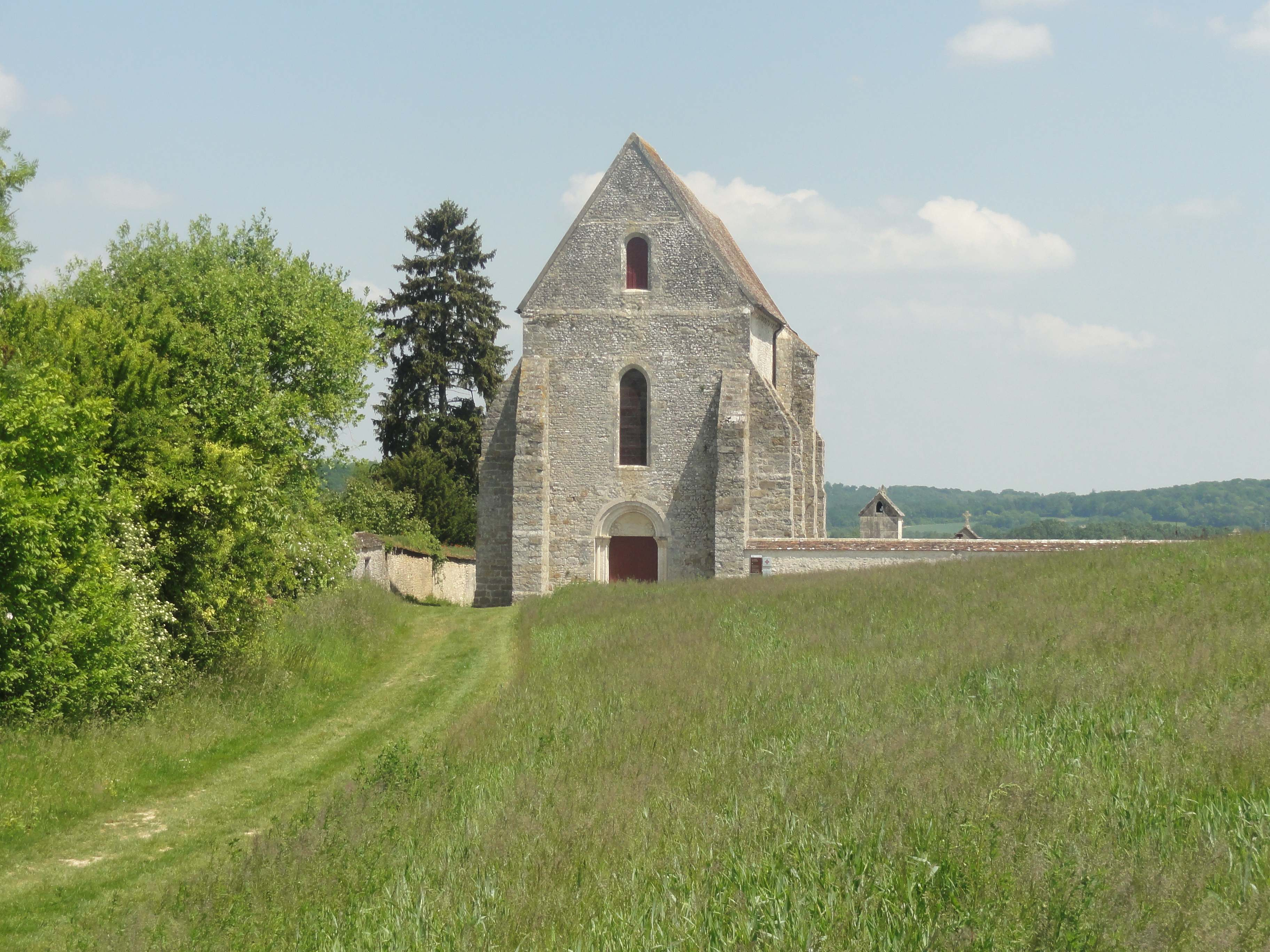
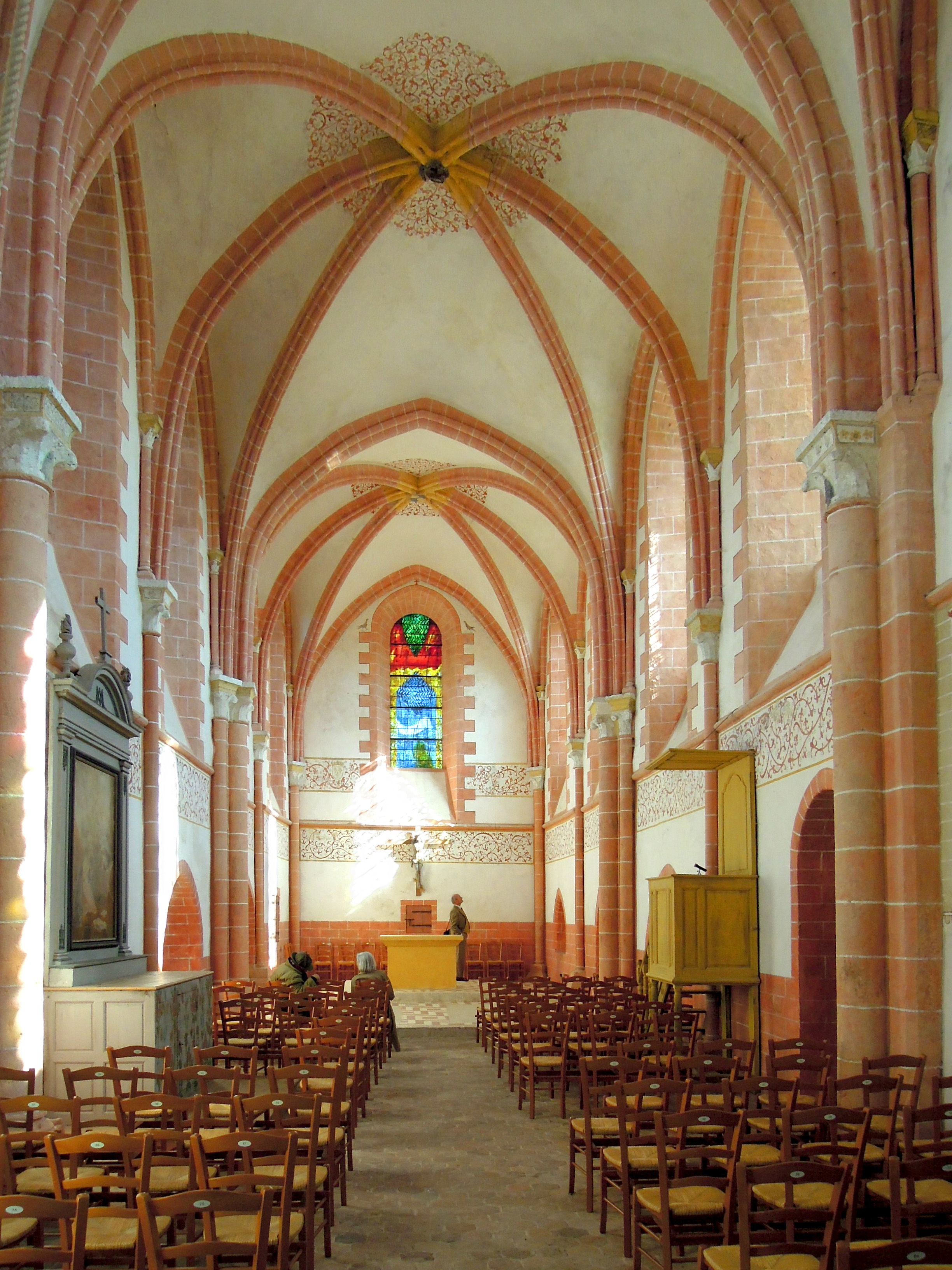
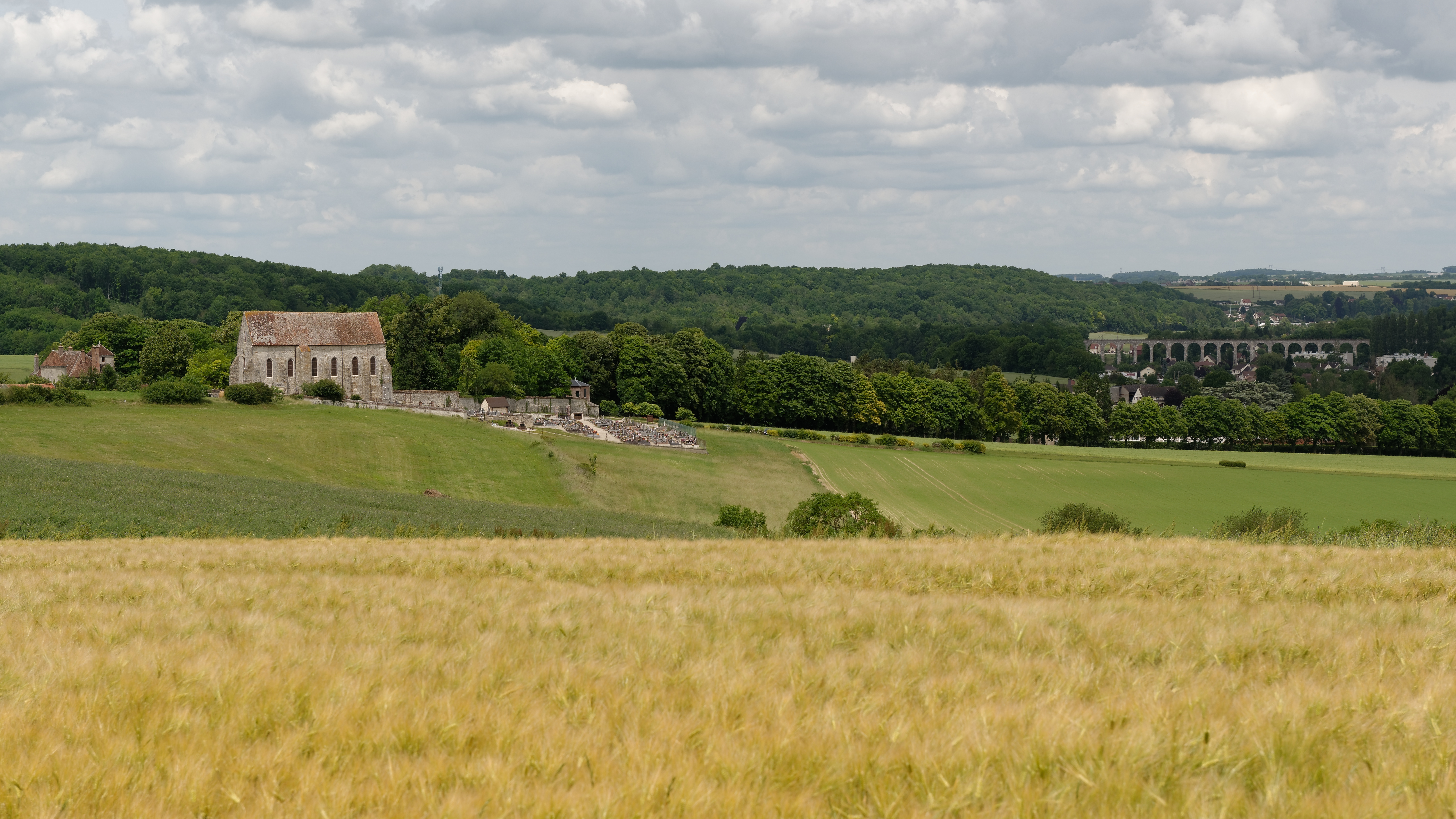

Elle est entourée d'un cimetière.

## L'église dans la littérature
« Cette église était en longueur, sans transept simulant les bras d’une croix, formée simplement par quatre murs le long desquels de minces colonnes disposées en faisceaux s’élançaient jusqu’aux arceaux des voûtes. 

Elle était éclairée par des rangées de fenêtres se faisant face, des fenêtres en ogive à courtes lancettes, mais dans quel état ! les pointes des lancettes cassées, rafistolées avec des morceaux de ciment et des bouts de briques, les verrières remplacées par des vitres divisées en de faux losanges de papier de plomb ou laissées, telles quelles, vides, la voûte éraillée perdant les eschares de sa peau de plâtre, pliant, surmenée, sous la pesée du toit.

Il se trouvait dans une ancienne chapelle de style gothique démolie par le temps et mutilée par des maçons. »
— Joris-Karl Huysmans, En rade, 1887